# The Fair Dentist
The Fair Dentist è un cortometraggio muto del 1911 diretto da Thomas H. Ince.

## Produzione
Il film fu prodotto dall'Independent Moving Pictures Co. of America (IMP) e venne girato a Cuba.

## Distribuzione
Il film - un cortometraggio di 213 metri - uscì nelle sale statunitensi l'8 maggio 1911, distribuito dalla Motion Picture Distributors and Sales Company.
Dopo la creazione da parte di Laemmle dell'Universal Film Manufacturing Company, la nuova compagnia - che aveva inglobato l'IMP - ridistribuì parte del catalogo, facendo uscire anche The Fair Dentist il 26 ottobre 1914 con il nuovo titolo Mary’s Patients. Non si conoscono copie ancora esistenti della pellicola che viene considerata presumibilmente perduta.

### Date di uscita
- USA	8 maggio 1911
- USA	26 ottobre 1914	 (riedizione)

Alias
- Mary's Patients	USA (titolo riedizione)